# Zaliztsi
Zaliztsi (ukrainien : Залізці) est une commune urbaine de l'oblast de Ternopil, en Ukraine. Elle compte 2 540 habitants en 2021.